# Bastien Berenguel

a Compétitions nationales et continentales officielles uniquement.

b Matchs officiels uniquement.
Dernière mise à jour le 31 mars 2025.
Bastien Berenguel, né le 18 janvier 1994, est un joueur français de rugby à XV et de rugby à sept, qui évolue respectivement au poste de troisième ligne aile et de pilier.

## Biographie
Bastien Berenguel évolue dans sa carrière junior avec le club béarnais de l'US Coarraze Nay, puis celui de la Section paloise à partir de 2009.
Non conservé par ce dernier club à l'intersaison 2015, il rejoint ensuite le Stade montois,. Il y dispute son premier match professionnel, le 25 mars 2016 en Pro D2, avant d'être sacré champion de France espoirs « Élite 2 » au terme de cette saison 2015-2016,.
Quelques semaines plus tard, il est appelé à porter le maillot de l'équipe de France de rugby à sept, dans le cadre du tournoi de Gdynia, étape du championnat d'Europe 2016,. Il est à nouveau sélectionné en janvier 2017, cette fois-ci pour participer à la série mondiale en vue des tournois de Nouvelle-Zélande et d'Australie,. Ces sélections sont entre autres liées au fait que Christophe Reigt, manager de l'équipe nationale, connaissait le profil de Berenguel, l'ayant entraîné en sélection junior d'Aquitaine,. Ses performances lui permettent d'être rappelé pour les tournois des États-Unis et du Canada, évoluant au poste de pilier.
Alors qu'il est sous contrat avec le club de Mont-de-Marsan jusqu'en 2019, il choisit de signer pour la saison 2017-2018 un contrat fédéral avec la Fédération française de rugby en tant que joueur de l'équipe nationale de rugby à sept pour une année,.
Il rejoint ensuite l'US Dax en Fédérale 1, signant un contrat d'une saison.
Après cette première année en division amateur, il signe avec le Stade dijonnais pour la saison 2019-2020, toujours en Fédérale 1. Il dispute l'année suivante l'édition inaugurale de Nationale.
Il signe avant l'intersaison 2021 un contrat de deux ans avec le RC Suresnes, également pensionnaire de Nationale ; dès le mois de février 2022, il paraphe une prolongation de trois saisons supplémentaires. Néanmoins, il fait partie des joueurs partants à l'issue de la saison 2022-2023.
Il reste en division Nationale et rejoint par la suite le Stade niçois, participant à la saison 2023-2024 conclue par un titre de champion de France, synonyme de montée en Pro D2,. Après une saison en division professionnelle, son contrat est prolongé jusqu'en 2027.

## Palmarès
- Championnat de France espoirs de 2e division :
  - Champion : 2016 avec le Stade montois.
- Championnat de France de Nationale :
  - Champion : 2024.